# Le due orfanelle (film 1976)
Le due orfanelle è un film del 1976, diretto da Leopoldo Savona.